# Хамел (Илиноис)
Хамел (енгл. Hamel) град је у америчкој савезној држави Илиноис.

## Демографија
По попису из 2010. године број становника је 816, што је 246 (43,2%) становника више него 2000. године.
| Група             | 2000.       | 2010.       |
| Белци             | 557 (97,7%) | 803 (98,4%) |
| Афроамериканци    | 0 (0,0%)    | 3 (0,4%)    |
| Азијати           | 0 (0,0%)    | 1 (0,1%)    |
| Хиспаноамериканци | 3 (0,5%)    | 8 (1,0%)    |
| Укупно            | 570         | 816         |